# Прибиральниця (телесеріал)
«Прибиральниця» (англ. The Cleaning Lady) — американський кримінальний драматичний телесеріал, розроблений Мірандою Квок, заснований на аргентинському телесеріалі 2017 року «Прибиральниця». Прем'єра серіалу відбулася на каналі Fox 3 січня 2022 року.
У квітні 2022 року його було продовжено на другий сезон, прем'єра якого відбулася 19 вересня 2022 року. У лютому 2023 року серіал було продовжено на третій сезон, прем'єра якого відбулася 5 березня 2024 року. У травні 2024 року серіал було продовжено на четвертий сезон, прем'єра якого відбулася 25 березня 2025 року. 6 червня 2025 року телесеріал було закрито після чотирьох сезонів.

## Сюжет
У центрі уваги серіалу «Прибиральниця» — Тоні Де Ла Роса, камбоджійсько-філіппінська колишня хірургиня, яка зараз працює та живе в Лас-Вегасі. Вона перебуває в США за простроченою візою разом зі своїм п'ятирічним сином Лукою, який має рідкісне та небезпечне для життя захворювання, від якого йому потрібне передове лікування кістковим мозком, доступне лише в Лас-Вегасі. Для цього Тоні заробляє на життя клінінговою службою разом зі своєю невісткою Фіоною. Після того, як Тоні стає свідком убивства і її викриває Арман Моралес, злочинець, їй пропонують роботу прибиральниці та лікарки в злочинній організації Армана, яка може добре оплачуватися, щоб допомогти її синові та її родині. В результаті Тоні починає жити подвійним життям, приховуючи таємниці від своєї родини, одночасно прибираючи місця злочинів та ухиляючись від закону.

## Список сезонів
| Сезон | Епізоди | Епізоди | Оригінальний показ | Оригінальний показ |
| Сезон | Епізоди | Епізоди | Перший показ       | Останній показ     |
| ----- | ------- | ------- | ------------------ | ------------------ |
| 1     | 10      | 10      | 3 січня 2022       | 14 березня 2022    |
| 2     | 12      | 12      | 19 вересня 2022    | 12 грудня 2022     |
| 3     | 12      | 12      | 5 березня 2024     | 21 травня 2024     |
| 4     | 12      | 12      | 25 березня 2025    | 3 червня 2025      |